# Lindsaea chingii
Lindsaea chingii là một loài thực vật có mạch trong họ Dennstaedtiaceae. Loài này được C. Chr. miêu tả khoa học đầu tiên năm 1934.